# Quentin Reynolds
Quentin Reynolds (ur. 11 kwietnia 1902, zm. 17 marca 1965) – amerykański korespondent wojenny.

## Życiorys
Quentin Reynolds był korespondentem podczas II wojny światowej. Następnie pracował jako reporter sportowy. Opublikował ponad 25 książek. Zmarł 17 marca 1965 roku, mając 62 lata. Posiada swoją gwiazdę na hollywoodzkiej Alei Gwiazd.